# Valzeina

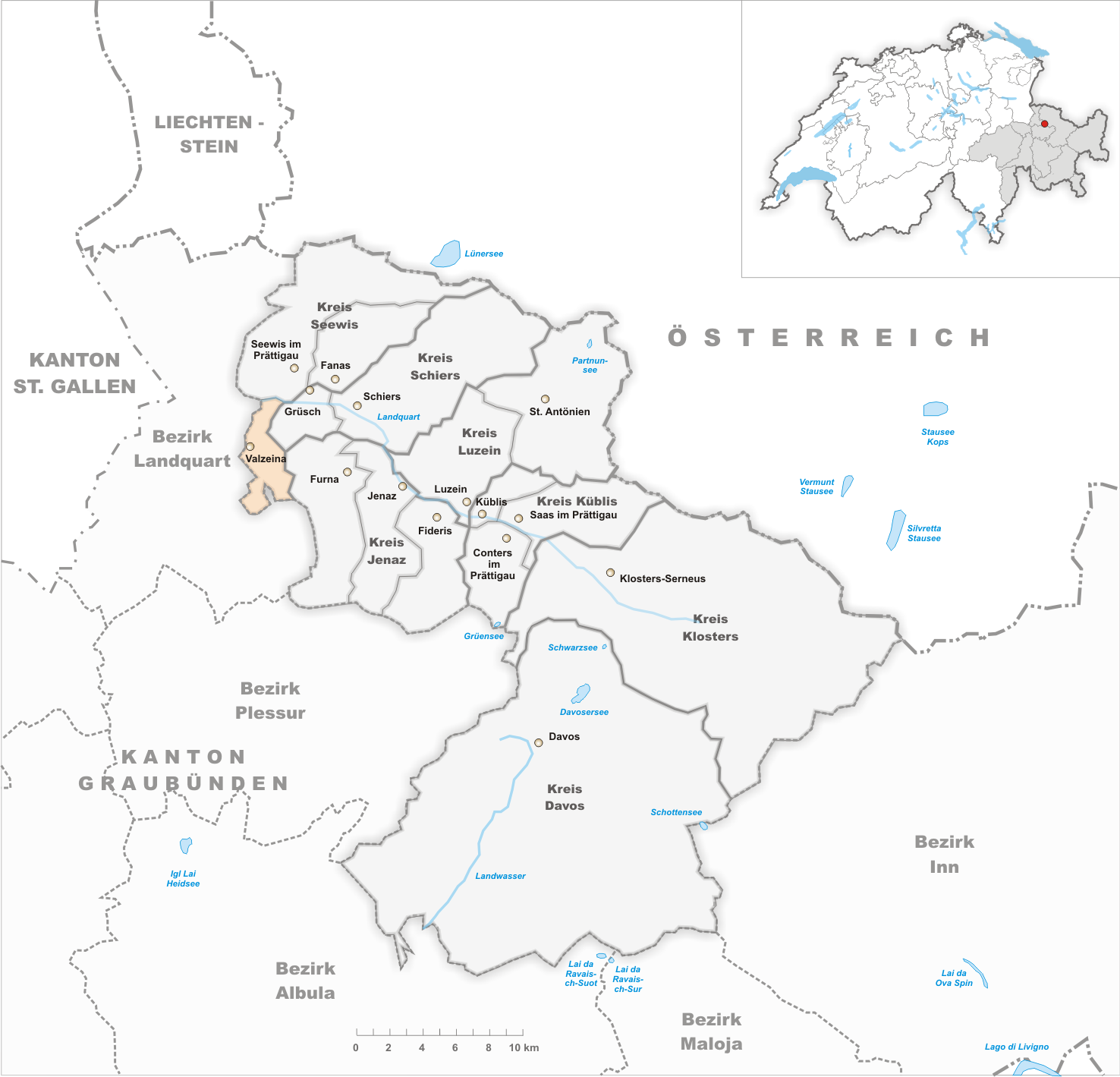
Gemeindestand vor der Fusion am 1. Januar 2011

Valzeina (im Ortsdialekt [ˌv̥ɐlˈʦæˑɪ̯nɐ], auf Schweizerhochdeutsch [ˌfalˈʦaina]) ist eine Streusiedlung im Tale des Schranggabachs, einem südlichen Seitental des vorderen Prättigaus im Schweizer Kanton Graubünden.
Die ehemaligen Nachbarschaften Hintervalzeina und Vordervalzeina mit dem Weiler Sigg samt einigen umliegenden Höfen bildeten ab 1891 eine politische Gemeinde im damaligen Kreis Seewis, Bezirk Unterlandquart, die sich 2011 zusammen mit Fanas der Gemeinde Grüsch anschloss.

## Geographie
Valzeina ist eine Streusiedlung südöstlich von Landquart am Zugang zum Prättigau und liegt beidseits des Schranggabachs. Südlichster Ortsteil am Nordosthang des Cyprianspitzes (1774 m, höchster Punkt der Gemeinde) ist der Weiler Hintervalzeina. Etwas weiter nördlich, am Osthang des Schiterbergs (1627 m), liegt Clavadätsch . Danach folgt, auf dem Osthang der Mittagplatte (1370 m), das Dorf (Vorder-)Valzeina auf der linken Seite des Schranggabachs. Gleich gegenüber, aber östlich des Bachs, liegt am Nordwesthang des Furner Bergs (1789 m) der Weiler Sigg (1064 m). Nördlichster Gemeindeteil ist Untervalzeina (1013 m).
In der ehemaligen Gemeinde gibt es zahlreiche Einzelgehöfte. Sie umfasst das ganze Gebiet bis hinunter zur in der Chlus tief eingeschnittenen Landquart. Lediglich der hinterste Talabschnitt mit ausgedehnten Alpweiden gehört zur Gemeinde Trimmis.
Vom gesamten ehemaligen Gemeindegebiet von 1144 ha sind 609 ha bewaldet. Ausserdem sind 461 ha je zur Hälfte als Maiensässen und als Acker- und Wiesland landwirtschaftlich nutzbar. Daneben gibt es 45 ha Gebirge und 29 ha Siedlungsfläche.

## Geschichte
Im 12. Jahrhundert ist zum ersten Mal von einem predio Valsene die Rede; 1367 wird der Ort Tavaladatsch [Clavadätsch] uff Valtzennas, Valtzeinas erwähnt. Für den Namen Valzeina wird eine Verbindung von lateinisch valle ‚Tal‘ mit einem Substratwort *sania/senia ‚Sumpfland, Torf, Röhricht‘ vermutet. Im 14. Jahrhundert wanderten von Furna her Walser in das von Romanen dünn besiedelte Tal ein.
Im 14. Jahrhundert ist in Valzeina Grundbesitz des Bischofs von Chur nachgewiesen. Von Furna her wanderten Walser in das von Romanen dünn besiedelte Gebiet ein. Die Höfe unterstanden vier Gerichten, dem Gericht Vier Dörfer (Hintervalzeina), dem Gericht Schiers bzw. ab 1679 dem Halbgericht Seewis (Vordervalzeina), dem Halbgericht Schiers (Sigg) sowie dem Gericht Jenaz (Schwendi). Aus dem 1. Jahrtausend stammt vermutlich eine St. Sisinnius geweihte Kirche. Die Kirche St. Michael wird 1512 erstmals erwähnt, um 1520 als Filiale von Zizers, 1523 als Pfarrei. 1560 bis 1570 kam es zur Reformation. 1697 wurde der damalige Pfarrer Peter Walser nach der Predigt in Valzeina auf dem Heimweg nach Grüsch ermordet. Daher trägt die Stelle, wo er starb, den Namen Mördertobäli (Mördertobel).
In der Helvetischen Republik gehörte das vor- und nachher auf mehrere Gerichtsherrschaften verteilte Tal zum Distrikt der unteren Landquart des Kantons Rhätien.
1875 wurde der Weiler Sigg von Grüsch abgetrennt und Vordervalzeina zugeteilt. 1891 vereinigten sich die Gemeinden Vordervalzeina und Hintervalzeina zur Gemeinde Valzeina, die zum Kreis Seewis im Bezirk Prättigau/Davos gehörte. Das 19. und 20. Jahrhundert ist bis 1980 durch Emigration gekennzeichnet. Seit 1903 führt eine Fahrstrasse von der Bahnstation Seewis-Valzeina nach Valzeina.
2000 beschäftigte die Landwirtschaft mehr als drei Viertel der in Valzeina Erwerbstätigen. Anfang 2011 schloss sich Valzeina zusammen mit Fanas der Gemeinde Grüsch an. 2016 wurde die in den 1970er-Jahren dank Subventionen einer Talgemeinde gebaute Dorfschule zurückgebaut. Zuletzt wurde die Dorfschule als Dorfshaus, Poststelle und Warteraum für die dortige Postauto-Haltestelle benutzt.

## Wappen
| Wappen von Valzeina | Blasonierung: «In Gold (Gelb) ein schwarzes Hirschgeweih (Hirschstangen)»                                           |
| Wappen von Valzeina | Die reichen Hirschwildbestände im Gebiet von Valzeina sind Grund für die Wahl des Hirschgeweihs als Gemeindewappen. |

## Bevölkerung
| Bevölkerungsentwicklung | Bevölkerungsentwicklung | Bevölkerungsentwicklung | Bevölkerungsentwicklung | Bevölkerungsentwicklung | Bevölkerungsentwicklung | Bevölkerungsentwicklung | Bevölkerungsentwicklung |
| ----------------------- | ----------------------- | ----------------------- | ----------------------- | ----------------------- | ----------------------- | ----------------------- | ----------------------- |
| Jahr                    | 1850                    | 1900                    | 1950                    | 1980                    | 2000                    | 2004                    | 2010                    |
| Einwohner               | 243                     | 216                     | 216                     | 115                     | 140                     | 132                     | 128                     |

Von den Ende 2004 132 Bewohnern waren 128 Schweizer Staatsangehörige. Die Bevölkerung ist grossmehrheitlich deutschsprachig und evangelisch-reformiert.

## Politik

### Gemeinderat
Der ehemalige Gemeinderat bestand aus fünf Personen. Letzter Gemeindepräsident war Hans Wieland.

## Verkehr und Infrastruktur

Die Sendeanlage Valzeina um 1958

Die Strasse nach Valzeina wurde 1903 eröffnet.
Zwischen Valzeina und dem Bahnhof Grüsch der Rhätischen Bahn RhB gibt es eine Postauto-Verbindung.
Im Dezember 1958 wurde die Sendeanlage Valzeina in Betrieb genommen. Dies um die Bündner Täler durch UKW-Sender besser zu versorgen.

## Sehenswürdigkeiten
- Die reformierte Dorfkirche steht unter Denkmalschutz.
- Zwei Bergahorne in der Putzweid/Oberclavadätsch auf 1350 m stehen seit 1942 unter dem Schutz von Pro Natura.[7]

## Öffentliche Einrichtungen
Auf der Mittagplatte steht der Sender Valzeina, ein 120 Meter hoher Sendemast für Radio (Analog) und Fernsehen DVB-T, ebenso Richtstrahlanlagen und Satellitenantennen. Der Antennenmast wurde von der früheren Telecom PTT erstellt und gehört heute der Swisscom.
Oberhalb des Dorfes Valzeina liegt das Ausreisezentrum Flüeli des Kantons Graubünden. Dort leben abgewiesene Asylsuchende, die nicht freiwillig ausreisen und deshalb nur Nothilfe erhalten. Anwohner, die sich im Verein Miteinander Valzeina organisiert haben, kritisieren das in ihren Augen zu harte Asylregime. Das Thema wurde im Dokumentarfilm Life in Paradise von Roman Vital thematisiert.